# Elezioni parlamentari in Austria del 1975
Le elezioni parlamentari in Austria del 1975 si tennero il 5 ottobre per il rinnovo del Nationalrat. In seguito all'esito elettorale, Bruno Kreisky, esponente del Partito Socialista d'Austria, fu confermato Cancelliere.

## Risultati
| Liste                             | Voti      | %     | Seggi |
| --------------------------------- | --------- | ----- | ----- |
| Partito Socialista d'Austria      | 2 326 201 | 50,42 | 93    |
| Partito Popolare Austriaco        | 1 981 291 | 42,95 | 80    |
| Partito della Libertà Austriaco   | 249 444   | 5,41  | 10    |
| Partito Comunista d'Austria       | 55 032    | 1,19  | –     |
| Gruppo dei Marxisti Rivoluzionari | 1 024     | 0,02  | –     |
| Lista Steinacher Franz            | 440       | 0,01  | –     |
| Totale                            | 4 613 432 | 100   | 183   |